# Alain Schnapp

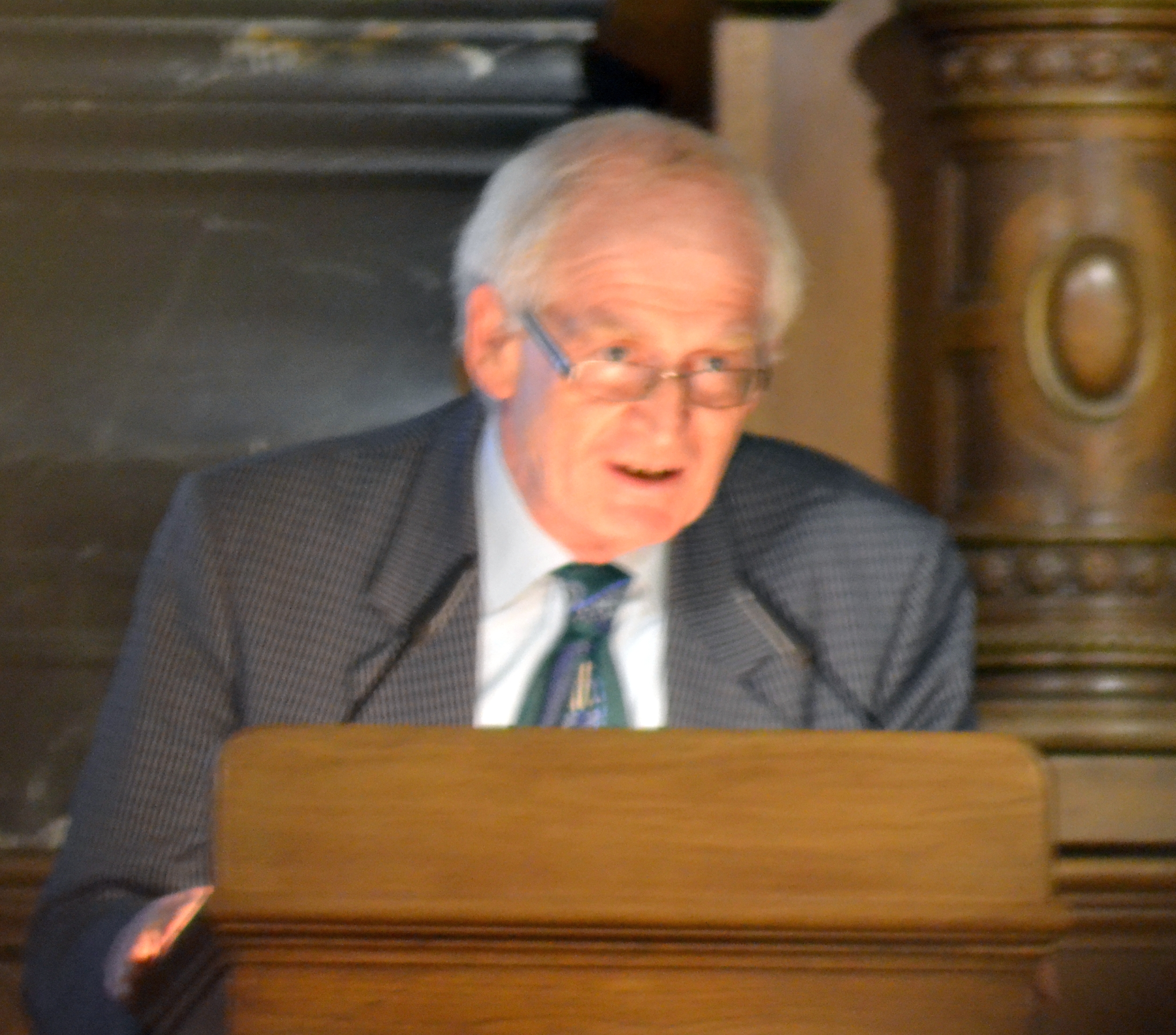
Schnapp bei der Rede zum 150jährigen Jubiläum des Instituts für Klassische Archäologie der Universität Heidelberg in der Alten Aula der Hochschule.

Alain Schnapp (* 18. September 1946 in Paris) ist ein französischer Klassischer Archäologe und Wissenschaftshistoriker und war von 1988 bis zu seiner Emeritierung 2014 Professor an der Université Paris 1 Panthéon-Sorbonne.

## Werdegang
Schnapp studierte nach dem Schulabschluss Alte Geschichte, wandte sich aber bereits während seiner akademischen Ausbildung sehr stark der Klassischen Archäologie zu. Entsprechend begann er im September 1967 seine Abschlussarbeit zur „Darstellung der Jagd in der Vasenmalerei des antiken Griechenland“, die von Pierre Vidal-Naquet und François Villard betreut wurde. Er beteiligte sich aktiv an den Mai-Unruhen des Jahres 1968, deren Pamphlete und Flugblätter er im Anschluss gemeinsam mit seinem akademischen Lehrer Vidal-Naquet zusammenstellte und analysierte. Daraus entstand das 1969 erschienene Buch „Journal de la Commune étudiante“ („Tagebuch der studentischen Kommune“), das auch ins Englische übersetzt wurde.
Ab 1969 arbeitete er als Assistent von Pierre Demargne, dem Professor für Klassische Archäologie an der Sorbonne. In dieser Zeit erfuhr Alain Schnapp eine starke Prägung durch das Pariser Centre de recherches comparées sur les sociétés anciennes und die daraus hervorgegangene École de Paris. Nach verschiedenen Anstellungen an der Université Paris 1 Panthéon-Sorbonne und dem Centre national de la recherche scientifique habilitierte er sich schließlich 1987 an der École des hautes études en sciences sociales mit einer Arbeit über die Darstellung der Jagd in der griechischen Kunst.
Alain Schnapp war von 1988 bis 2014 Professor für griechische Archäologie an der Université Paris 1 Panthéon-Sorbonne, deren Abteilung für Archäologie und Kunstgeschichte er von 1994 bis 1998 auch leitete. Ab 1998 bemühte er sich um die bereits länger geplante Einrichtung eines kunstgeschichtlichen Forschungszentrums, das 2001 als Institut national d'histoire de l'art entstand. In diesem Rahmen wurde er 1999 zum Präsidenten der neugegründeten Association de préfiguration de l’Institut national d’histoire de l’art ernannt, zwei Jahre darauf zum ersten Generaldirektor des entstandenen Instituts. 2005 folgte ihm in diesem Posten provisorisch Jean-Pierre Cuzin, 2006 dann Antoinette Le Normand-Romain. Schnapp war als Gastprofessor bzw. Fellow unter anderem an den Universitäten Princeton (1982), Neapel (1984), Perugia (1986), Cambridge (Churchill College, 1989–1990) und Heidelberg (1998), dem Getty Research Institute in Santa Monica (1996), dem Wissenschaftskolleg zu Berlin (2006–2007) sowie dem Internationalen Kolleg Morphomata (2014–2015). 2005 bis 2006 war er Forschungsbeauftragter des Centre national de la recherche scientifique, 2010 bis 2013 Direktor des Institut d'Études Avancées de Paris.
Alain Schnapp ist korrespondierendes Mitglied des Deutschen Archäologischen Institutes und hat den Preis der Association pour l’encouragement des études grecques en France erhalten. 2014 wurde er mit dem Meyer-Struckmann-Preis für geistes- und sozialwissenschaftliche Forschung der Heinrich-Heine-Universität Düsseldorf ausgezeichnet. 2021 erhielt er für seine „Universalgeschichte der Ruinen“ den Prix Jacques de Fouchier der Académie française.

## Forschung
Schnapps Forschungsschwerpunkte im Bereich der Altertumswissenschaften sind die Ikonografie und Bildwissenschaft der antiken griechischen Kunst sowie die Kulturgeschichte der Antike, besonders der antiken Städte und Territorien. Ein langjähriger Untersuchungsgegenstand war beispielsweise die bildliche Darstellung der Jagd in der Antike, woraus sowohl die Abschlussarbeit des Hochschulstudiums (1967) als auch seine Habilitationsschrift (1987) entwuchs. Daneben beschäftigt sich Schnapp intensiv mit der Geschichte der Archäologie als Disziplin und ihren Vorgängern im Bereich des Antiquarismus. Sein 1993 erstmals erschienenes Werk „La conquête du passé“ (deutsch: „Die Entdeckung der Vergangenheit“) befasst sich mit der Wahrnehmung der Geschichte sowie der Herausbildung archäologischen Interesses seit dem Alten Orient und wurde in mehrere Sprachen übersetzt.
Seit seinem Studium ist Alain Schnapp auch in der Feldforschung tätig und war vor allem an Ausgrabungen in Italien (Metapont, Eboli, Moio della Civitella, Laos) beteiligt. Später wandte er sich allerdings auch der Archäologie Kretas zu und begründete 1994 die bis heute andauernden Ausgrabungen der Französischen Schule Athen in Itanos. Gleichzeitig leitet er ein Forschungsprojekt zur Geschichte dieser Stadt und ihres Territoriums.

## Publikationen
- mit Pierre Vidal-Naquet: Journal de la commune étudiante. Textes et documents. Novembre 1967 - juin 1968. Éditions du Seuil, Paris 1969. Neuauflage, ebenda 1988, ISBN 2-020-10158-0.
  - Englische Übersetzung: The French Student Uprising. November 1967–June 1968. An analytical record. Beacon Press, Boston 1971.
- als Hrsg.: L’archéologie aujourd’hui. Hachette, Paris 1980, ISBN 2-01-006063-6.
- als Hrsg. mit Gilles Gaucher: Archéologie. Pouvoir et société. Éditions du Centre national de la recherche scientifique, Paris 1984, ISBN 2-222-03573-2.
- La Duplicité du chasseur. Comportement juvénile et pratique cynégétique en Grèce ancienne aux époques archaïques et classiques. Habilitationsschrift, 3 Bände, École des Hautes Études en Sciences Sociales, Paris 1987.
- als Hrsg. mit Emanuele Greco und Silvana Luppino: Laos I, Scavi a Marcellina 1973–1985 (= Magna Graecia. Band 5). Istituto per la storia e l'archeologia della Magna Grecia, Taranto 1989.
- La conquête du passé. Aux origines de l’archéologie. Editions Carré, Paris 1993, ISBN 2-908393-17-4. Neuauflage 1998.
  - Deutsche Übersetzung: Die Entdeckung der Vergangenheit. Ursprünge und Abenteuer der Archäologie. Klett-Cotta, Stuttgart 2009, ISBN 978-3-608-93359-8. 3. Auflage, ebenda 2013, ISBN 978-3-608-94697-0.
  - Italienische Übersetzung: La conquista del passato, alle origini dell'archeologia. Leonardo, Mailand 1994, ISBN 8-804-39134-0.
  - Englische Übersetzung: The Discovery of the Past. British Museum Press/Abrams, London/New York 1996, ISBN 0-810-93233-4.
- als Hrsg. mit Andreas E. Furtwängler und Thanassis Kalpaxis: Eleftherna, Band 2: Une maison hellénistique au lieu-dit Nisi. Universität Kreta, Rethymno 1994.
- Le chasseur et la cité. Chasse et érotique en Grèce ancienne. Albin Michel, Paris 1997, ISBN 2-226-06475-3.
- mit anderen: Préhistoire et antiquité. Des origines de l'humanité au monde classique (Histoire de l'art Flammarion). Flammarion, Paris 1997, ISBN 2-080-12179-0. Neuauflage, ebenda 2011, ISBN 978-2-081-24425-2.
- als Hrsg. mit François Hartog und Pauline Schmitt: Pierre Vidal-Naquet, un historien dans la cité (Textes à l'appui. Série Histoire contemporaine). La Découverte, Paris 1998, ISBN 2-707-12909-7.
- mit Jean-Paul Demoule, François Giligny und Anne Lehoerff: Guide des méthodes de l'archéologie. La Découverte, Paris 2002, ISBN 978-2-7071-4204-7. 3. Auflage, ebenda 2009, ISBN 978-2-707-15825-3.
- mit François Lebrette: L'histoire ancienne à travers 100 chefs-d'oeuvre de la peinture. Presses de la Renaissance, Paris 2004, ISBN 2-856-16933-3.
- mit Irène Aghion, Mathilde Avisseau-Broustet und Dominique Morelon: Histoires d'archéologie. Exposition synthèse de la part INHA du projet AREA. Institut national d'histoire de l'art, Paris 2009, ISBN 978-2-91790-201-1.
- als Hrsg. mit Lothar von Falkenhausen und Peter N. Miller: World Antiquarianism. Comparative Perspectives. Getty Research Institute, Los Angeles 2013, ISBN 978-1-60606-148-0.
- Ruines. Essai de perspective comparée. Les presses du réel, Dijon 2015, ISBN 978-2-84066-757-5.
  - Deutsche Übersetzung: Was ist eine Ruine? Entwurf einer vergleichenden Perspektive (= Historische Geisteswissenschaften. Band 7). Wallstein-Verlag, Göttingen 2014, ISBN 978-3-8353-1569-3.
- Piranèse ou l'épaisseur du temps. Institut national d'histoire de l'art, Paris 2017, ISBN 978-2-917902-42-4.
- Une histoire universelle des ruines. Des origines aux Lumières. Édition du Seuil, Paris 2020, ISBN 978-2-02-128250-4.